# Пентаеритритол тетранитрат
Пентаеритритол тетранитратът (съкратено PETN, от английски: Pentaerythritol tetranitrate) e органично химично съединение с химичната формула (CH2ONO2)4C. Той е силно бризантен експлозив.

## История
Пентаеритритол тетранитратът е получен за първи път през 1894 г. в Кьолн, Германия. Производството на PETN започва през 1912, когато подобреният производствен метод бива патентован от Германското правителство. PETN е използван от немските войски по време на Първата световна война. Интересът към него, като мощен експлозив, се проявява след Първата световна война. Произвежда се в ограничено количество през 20-те и 30-те години на 20 век. Мащабното производство започва непосредствено преди Втората световна война, когато ацеталдехидът и формалдехидът стават достъпни и евтини.

## Общи свойства
Пентаеритритол тетранитратът е бял кристален прах, практически неразтворим във вода (0,01 g за 100 g разтворител при 20 °C), трудно се разтваря в алкохол и етер, но е добре разтворим в ацетон (24,8 g за 100 g р-л при 20 °C; 58,8 g за 100 g р-л при 50 °С). Химически устойчив е. Твърдостта му по Моос е 1,9.
Чувствителност на ударвзривява се при товар 2 kg и височина на падане 17 cm. Долният праг е 10 cm. За товар от 2,5 kg с 50% вероятност за детонация, височината на падане е 13 – 16 cm (TNT е 148 cm; хексоген – 28 cm; октоген – 32 cm).
Чувствителност към триене4,5 kgf (TNT – 29,5 kgf; хексоген – 11,5 kgf; октоген – 10 kgf).
Чувствителност към детонация0,17 g за гръмящ живак; 0,05 g за ацетонов пероксид и 0,03 g за оловен азид. Детонира от детонатор № 8 дори при 40% водно съдържание (влажност).
Топлина на взрива5,76 MJ/kg (1300 kcal/kg при 0,9 g/cm³, 1350 kcal/kg при 1,7 g/cm³).
Топлина на образуване125 kcal/mol.
Енталпия на образуване-407,4 kcal/kg.
Температура на взрива4200 K (~3926 °C).
Скорост на детонация6110 m/s при плътност 1,17 g/cm³; 7520 m/s при плътност 1,51 g/cm³; 8350 m/s при плътност 1,72 g/cm³; 8590 m/s при плътност 1,77 g/cm³.
Бризантност129 – 141% тротил (пясъчна проба), 130% (PDT).
Фугасност в оловна бомба500 ml забивка с пясък и 560 ml с вода (съответно за нитроглицерин: 550 и 590 ml, респективно).
Работоспособност в балистичен хоросан137 – 145% спрямо TNT.
Обем на продуктите при експлозия768 l/kg (според други данни 790 l/kg).
Критичен диаметър1 mm при плътност 1 g/cm³ (според други данни – 1,5 mm), с увеличаване на плътността намалява критичният диаметър.

## Производство
Поличаването на PETN става чрез реакция на пентраеритритол с концентрирана азотна киселина. Реакцията води до преципитация, като пентаеритритол тетранитратът може да бъде извлечен след екстракция с ацетон.
PETN се произвежда от различни производители под формата на прах или в смес с нитроцелулоза и пластификатори под формата на пластифицирани листи. Наслагвания от PETN могат да бъдат лесно засечени при хората, работещи с веществото. Наслагва се в косата, като най-високата степен на наслагване е при хората с черни коси. Част от веществото се задържа дори след измиване.

## Употреба

### Като взривно вещество
PETN рядко се използва самостоятелно. Главната му употреба е в производството на детонатори и във флегматизирана форма за кумулативни заряди и детониращи кабели. Той е най-нестабилният от по-популярните военни експлозиви, но предимството му е в това, че може да бъде съхраняван по-дълго време, в сравнение с нитроглицерина и нитроцелулозата, които претърпяват разлагане.
Компонент е на взривни пени, използвани за взривно заваряване и щамповане.

### В медицината
Подобно на нитроглицерина и други органични нитрати, той се използва като вазодилататор в лечението на сърдечни болести. Лекарството Lentonitrat съдържа почти само PETN.